# بارالتون (کنتاکی)
بارالتون (به انگلیسی: Barrallton) یک منطقهٔ مسکونی در ایالات متحده آمریکا است که در شهرستان بولت، کنتاکی واقع شده‌است. بارالتون ۱۶۱٫۸۵ متر بالاتر از سطح دریا واقع شده‌است.